# Mistrovství Evropy v zápasu ve volném stylu 1969
Mistrovství Evropy v zápasu ve volném stylu mužů 1969 proběhlo v Sofii (Bulharsko).

## Muži
| Kategorie | Zlato              | Stříbro            | Bronz              |
| --------- | ------------------ | ------------------ | ------------------ |
| 48 kg     | Roman Dmitrijev    | Ognian Nikolov     | Sefer Baygın       |
| 52 kg     | Bayu Baev          | Aminula Nasrulayev | Petru Ciarnău      |
| 57 kg     | Yancho Patrikov    | Pavel Malian       | Mehmet Esenceli    |
| 62 kg     | Eniu Todorov       | Petre Coman        | Zagalav Abdulbekov |
| 68 kg     | Eniu Valchev       | Nodar Jojashvili   | Josef Engel        |
| 74 kg     | Jurij Gusov        | Wolfgang Nitschke  | Adolf Seger        |
| 82 kg     | Yuri Shajmuradov   | Károly Bajkó       | Ivan Iliev         |
| 90 kg     | Guennadi Strajov   | Attila Balogh      | Roland Andersson   |
| 100 kg    | Vladimir Guliutkin | Vasil Todorov      | Peter Germer       |
| +100 kg   | Shota Lomidze      | Osman Duraliev     | Ömer Topuz         |